# Joppa ornata
Joppa ornata är en stekelart som beskrevs av Gaspard Auguste Brullé 1846. Joppa ornata ingår i släktet Joppa och familjen brokparasitsteklar. Inga underarter finns listade i Catalogue of Life.